# Єжи Жулавський
Є́жи Жула́вський (Юрій Жулавський, пол. Jerzy Żuławski; 14 липня 1874, с. Липовець неподалік від Ряшева — 9 серпня 1915, м. Дембиця) — польський прозаїк, поет, драматург, перекладач, філософ, один з основоположників польської науково-фантастичної літератури. Його твори пройняті декадентськими мотивами.

## Життєпис
Найстарший з шести синів учасника Січневого повстання 1863 проти царської влади в російській частині секціонованої Польщі Казімєжа Жулавського. Казімєж мав великий вплив на життя молодого Єжи, який поділяв багато з поглядів свого батька.
Єжи народився в польському містечку Липовець неподалік від Ряшева, але його раннє дитинство пройшло в родовому маєтку біля міста Ліманова, гімназію він відвідував у місті Бохня, а закінчив навчання в гімназії Кракова.
1892 року вступив до Технічного університету Цюриха. 1895-1898 років навчався на кафедрі філософії у Берні, де здобув ступінь доктора філософії, захистивши дисертацію «Проблема причинності у Спінози».
Згодом викладав у школах Ясла і Кракова.
З 1902 року він присвятив себе виключно літературній діяльності. Після 1900 багато подорожував, мав пристрасть лижника і альпініста. Разом зі своїм братом Янушем 28 серпня 1909 здійснив перше сходження у Високих Татрах.
1910 року оселився в Закопане, де став волонтером служби порятунку Татр.
З початком Першої світової війни пішов добровольцем на фронт.
Був редактором журналу «До зброї».
Був комісаром Польської національної організації в 1914 році.
Помер від епідемічного висипного тифу у військовому госпіталі міста Дембиця.
Мав синів Варжинєка, Марека і Юліуша Жулавських.
2008 року за ініціативою Анджея Зимняка була заснована літературна премія імені Єжи Жулавського для заохочення польських авторів наукової фантастики.

## Твори

### Місячна трилогія
- На срібній планеті (1903) (екранізована Анджеєм Жулавським, внучатий племінником Єжи)
- Звитяжець (1910)
- Стара Земля (1911)

(на українську мову перекладено 1927 року Леонідом та Валерією Пахаревськими)

### Збірники
- Оповідання в прозі (1902)
- Байка про щасливого чоловіка (1910)
- Спокуса Сатани (1910)

### Збірки поезій
- На струнах душі (1895)
- «Інтермеццо» (1897)
- Стійка з пісень (1897)
- Вірші (1900)
- З невольницького дому (1902)

### Есе
- Проленгомена: нотатки і нариси (1902)
- Літературні зарисовки (1913)
- Перед дзеркалом істини (1914)
- Місто померло (1918)

### Драматургія
- Диктатор (1903)
- Миртовий вінок (1903)
- Ерос і Психея (1904)
- Йоля (1905) (поставлено Молодим театром Леся Курбаса, 1917)
- Гра. Триптих сценічний (1906)
- La bestia: Donna Aluica, драма в 5-ти актах (1906)
- Ціна сліз (1909)
- Кінець місяця (1911)
- Місто Сонця (1911)

### Науково-популярні
- Бенедикт Спіноза. Людина і праця